# غرد مرشك
غرد مرشك هي قرية في مقاطعة سردشت، إيران. يقدر عدد سكانها بـ 125 نسمة بحسب إحصاء 2016.